# رأس غاتا
كاب غاتا أو رأس غاتا هو رأس يقع في جنوب شبه الجزيرة الأيبيرية ، على البحر الأبيض المتوسط . تقع في بلدية نيجار ، في محافظة المرية ، الأندلس في إسبانيا . المنطقة هي واحدة من أكثر المناطق جفافاً في إسبانيا: بسبب قلة هطول الأمطار ومناخها شبه الجاف ، تشبه هذه المنطقة الصحراء على الرغم من أنها ليست كذلك من الناحية الفنية.

## مقالات ذات صلة
- منتزه كابو دي جاتا نيجار الطبيعي
- منارة كابو دي جاتا
- سان ميغيل دي كابو دي جاتا
- معركة كيب جاتا (1815)